# 駿河司章洋
駿河司 章洋（するがつかさ あきひろ、1980年8月11日 - ）は、静岡県袋井市出身で入間川部屋所属の元大相撲力士。本名は名倉 章洋（なぐら あきひろ）。身長183cm、体重149kg。最高位は西幕下筆頭（2010年1月場所）。

## 来歴
- 静岡県の相撲の名門校である沼津学園高校（現在の飛龍高校）で高校三年間を過ごした。同校の相撲部には同部屋所属の磋牙司も在籍していた。兄は同じ入間川部屋の所属であった元幕下力士で、富士司英恭の名前で活躍した[1]。現在は地元の袋井市にて、ちゃんこ富士司を営んでいる。四股名は駿河司という名前ではあるが、出身の静岡県袋井市は、旧駿河国ではなく旧遠江国である[2]。

2009年5月場所は東幕下23枚目で6勝1敗の好成績を残した。7月場所は東幕下8枚目で千秋楽に勝ち越しを決めた。十両の位置も見え始めた9月場所では東幕下4枚目で5勝2敗の成績を収めたが十両からの陥落者が二人（双大竜、徳真鵬）だけと少なく、さらに十両下位から幕下上位間で勝ち越している力士が多く、東幕下2枚目に番付を上げるにとどまった。11月場所は序盤に2連敗を喫したが後に持ち直し4勝3敗で場所を終えた。しかしこの場所も十両からの陥落者が二人（琴禮、大翔湖）だけであり、また十両には蒼国来、妙義龍が昇進し、またしても十両に昇進することはできなかった。
2010年1月場所は自己最高位の西幕下筆頭で迎えた。序盤で2連勝と出だしの良いスタートを切るも、途中から思うような相撲が取れなくなり4連敗を喫し、負け越してしまった。2010年9月場所後に現役を引退した。

## 主な成績
- 通算成績：259勝209敗29休／468出（72場所）

## 改名歴
- 名倉 章洋（なぐら あきひろ）1998年11月場所 - 1999年1月場所
- 駿河司 章洋（するがつかさ -）1999年3月場所 - 2010年9月場所